# Грачова Алла Олексіївна
Алла Олексіївна Грачова (* 16 жовтня 1924—†14 липня 2001) — українська художниця, режисерка-мультиплікаторка, сценаристка. Заслужена діячка мистецтв України (1996). Була членом Національної спілки кінематографістів України.

## Життєпис
Народилася 16 жовтня 1924 р. в с. Згурівка Полтавської обл. в родині службовців. Померла 14 липня 2001 р. в Києві.
1946 — закінчила Київський річковий технікум
1956 — закінчила архітектурний факультет Київського інженерно-будівельного інституту.
1946–1949 — працювала помічником капітана Дніпровського річного пароплавства
1956–1962 — працювала архітектором.
З 1962 р. — художник та режисер Творчого об'єднання художньої мультиплікації Київської кіностудії науково-популярних фільмів
1966 — режисерський дебют, режисер-постановник мультфільму «Ведмедик і той, що живе в річці». Мультфільм отримав в 1967 році гран-прі «Золота туфелька» на ІІ міжнародному фестивалі дитячих фільмів у місті Ґотвальдов (ЧССР), 1967, бронзову медаль за намальований фільм і премію журі СІДАЛГ Міжнародного комітету по поширенню писемності, інформації і кіно.

## Фільмографія
Режисер-постановник:
- «Ведмедик і той, що живе в річці» (1966, Гран-прі «Золота туфелька» Міжнародного фестивалю дитячих фільмів, ЧССР, 1967 р.)
- «Пісенька в лісі» (1967, Друга премія за найкращий мультфільм Всесоюзного кінофестивалю 1968 р. у Ленінграді)
- «Розпатланий горобець» (1967, авт. сцен.)
- «Осіння риболовля» (1968)
- «Кримська легенда» (1969, авт. сцен.)
- «Хлопчик і хмаринка» (1970)
- «Кульбаба — товсті щоки»
- «Страшний, сірий, кудлатий» (1971)
- «Тигреня в чайнику» (1972, авт. сцен.)
- «Таємниця країни суниць» (1973, авт. сцен.)
- «Як їжачок і ведмедик зустрічали Новий рік» (1975)
- «Лісова пісня» (1976, авт. сцен.)
- «Як песик і кошеня мили підлогу» (1977)
- «Якщо падають зірки...» (1978)
- «Квітка папороті» (1979, авт. сцен.)
- «Сонячний коровай» (1981)
- «Черевички» (1982),
- «Солдатська казка» (1983, авт. сцен.)
- «Дівчинка та зайці» (1985)
- «Історія про дівчинку, яка наступила на хліб» (1987)
- «Їжачок і дівчинка» (1988)
- «Івасик-Телесик» (1989)
- «Котик та півник» (1991)
- «Кривенька качечка» (1992)
- «Вій» (1996, у співавт.; авт. сцен.)

Художник-аніматор:
- «Веселий художник» (1963)
- «Заєць та їжак» (1963)
- «Непосида, М'якуш і Нетак» (1963)
- «Водопровід на город» (1964)
- «Невмивака» (1964)
- «Зелена кнопка» (1965)
- «Микита Кожум'яка» (1964)
- «Літери з ящика радиста» (1966)
- «Ведмедик і той, що живе в річці» (1966)
- «Пісенька в лісі» (1967)
- «Півник і сонечко» (1974)
- «Хто отримає ананас?» (1978)
- «Про великих та маленьких» (1981)
- «Про всіх на світі» (1984)
- «Друзі мої, де ви?» (1987)
- «Їжачок і дівчинка» (1988)